# Albane Valenzuela
Albane Ines Marie Valenzuela (New York, 17 dicembre 1997) è una golfista svizzera, attiva principalmente nell'LPGA.
Professionista dal 2019, vanta due partecipazioni ai Giochi olimpici estivi avendo rappresentato la Svizzera a Rio de Janeiro 2016 e a Tokyo 2020.

## Biografia
Nata nella città statunitense di New York da padre messicano e madre francese, in giovane età si trasferisce dapprima a Città del Messico e poi a Ginevra, acquisendo la cittadinanza svizzera all'età di 14 anni.
Scopre la passione per il golf all'età di tre anni e inizia a praticarlo da bambina su consiglio del padre Alberto, ex giocatore amatoriale.

## Carriera

### Dilettantismo
Durante i primi anni di carriera disputa una serie di competizioni regionali, ottenendo discreti piazzamenti.
Nel 2016 compete nell'ANA Inspiration, classificandosi 65ª, oltre ad ottenere la qualificazione agli U.S. Women's Open di quell'anno. Il ranking ottenuto le consente più tardi di qualificarsi al torneo individuale femminile dei Giochi olimpici di Rio de Janeiro 2016, con il golf che torna nella prestigiosa rassegna a cinque cerchi dopo 104 anni di assenza. Termina la gara in 21ª posizione con 282 colpi (71-68-72-71, -2 sul par) a pari merito con Leona Maguire, Caroline Masson e Azahara Muñoz.
Si iscrive poi all'Università di Stanford, laureandosi nel 2020 in scienze politiche.

### Professionismo
Compie il suo debutto a livello professionale nell'ultima parte del 2019.
Nel giugno 2021, grazie all'ottenimento del 163º ranking mondiale, accede al torneo individuale femminile dei Giochi di Tokyo 2020, dove è una delle due svizzere assieme a Kim Métraux. Alla sua seconda apparizione olimpica, in Giappone si piazza in 18ª posizione con un totale di 276 colpi (71-69-67-69, -8) a pari merito con la finlandese Matilda Castren. 